# Jurij Szergejevics Oszipov
Jurij Szergejevics Oszipov (oroszul: Юрий Сергеевич Осипов) (Tobolszk, 1936. július 7. –) orosz tudós, matematikus, 1987-től a Szovjet Tudományos Akadémia, később az Orosz Tudományos Akadémia tagja, majd 1991-től 2013. május 29-ig annak elnöke volt.
A tobolszki 13. sz. középiskolában tanult, melyet aranyéremmel fejezett be. Ezt követően mechanikát tanult a Gorkij nevét viselő Uráli Állami Egyetemen Gorkijban (ma: Jekatyerinburg), melyet 1959-ben fejezett be. 1961–1969 között ugyanott aspiránsként, majd tanársegédként, végül docensként tevékenykedett. 1969-től 1993-ig a Szovjet Tudományos Akadémia Uráli Részlegének Matematikai Intézetében dolgozott. Kezdetben laborvezető volt, majd 1972-től a differenciálegyenletek osztály vezetője, 1986-tól egyúttal az intézet igazgatója is volt.